# Economia dels Estats Units
L'economia dels Estats Units és la més gran i una de les més avançades tecnològicament del món, amb un PIB per capita superior als $40.000. És una economia capitalista, orientada als mercats, on els individus i les empreses fan la majoria de les decisions, i els governs federal i estatals compren els béns i serveis predominantment del mercat privat. Les empreses nord-americanes són líders en la recerca i desenvolupament tecnològic, especialment en informàtica, farmacèutica i la ciència aeroespacial, encara que alguns dels avantatges s'han reduït després de la Segona Guerra Mundial. Els Estats Units, que abans eren els creditors més importants del món, avui dia s'han convertit en una nació amb enormes dèficits fiscals i comercials; la importància i les conseqüències d'aquests dèficits ha estat discutida per molts economistes.

Des del 1975, pràcticament tots els guanys de renda han beneficiat al 20% de les llars més riques. La resposta als atacs terroristes de l'11 de setembre, 2001, van mostrar la fortalesa de l'economia. La guerra de març i abril del 2004 contra l'Iraq, i l'ocupació subsegüent d'aquest país, va requerir canvis importants dels recursos nacionals cap a l'exèrcit i les despeses militars. L'increment del PIB el 2004 va ser motivat per guanys considerables en la productivitat laboral. L'economia, però, ha estat afectada per l'increment dels preus de l'energia el 2004 i 2005. Els reptes econòmics són millorar la infraestructura econòmica, resoldre el problema dels costos de la seguretat social i les pensions, reduir els enormes dèficits comercials i dels pressuposts, i millorar la renda familiar dels grups econòmics més baixos.
Un article publicat a The Atlantic el 2018 afirmava que el 9,9% dels estatunidencs amassen una gran part de la riquesa del país, implicant una amenaça per a la democràcia del país.

## Recursos naturals
Atès que són un país molt extens, els Estats Units gaudeixen de nombrosos recursos naturals. Són líders en la producció agrícola, concentrada principalment als estats del sud (Califòrnia, Texas i Florida són la "panera" del país), i són els productors principals de blat de moro, soia i blat; de fet, són un exportador net d'aliments. Els Estats Units també són un dels cinc productors més grans de petroli del món, ja que compten amb nombrosos jaciments petroliers a la costa del Golf de Mèxic i a Alaska, però la demanda interna és superior a la seva capacitat de producció i, per tant, són un dels principals compradors d'aquest recurs natural. Altres recursos minerals són l'or, carbonat de sodi, i zinc.

## Indústria
Els Estats Units tenen una indústria molt diversificada i orientada a l'alta tecnologia. Les indústries manufactureres principals són la indústria de l'automòbil, la indústria dels avions, i l'electrònica, principalment a l'àrea dels ordinadors. Els treballs que requereixen mà d'obra, però, s'han reduït considerablement (al voltant del 10% de l'ocupació total), ja que moltes companyies nacionals s'aprofiten de la mà d'obra barata dels països asiàtics.

## Comerç
Els Estats Units promouen el comerç lliure entre els països del món. La seva principal aliança comercial està en la NAFTA amb el Canadà i Mèxic els quals són els seus principals socis comercials (20% del comerç es realitza amb el Canadà i 12% amb Mèxic). El govern també promou la creació d'una àrea de lliure comerç que abasti tot el continent llevat de Cuba.